# Jamesbrittenia heucherifolia
Jamesbrittenia heucherifolia là một loài thực vật có hoa trong họ Huyền sâm. Loài này được (Diels) Hilliard mô tả khoa học đầu tiên năm 1992.